# Lista de primeiros-ministros da Malásia
O primeiro-ministro da Malásia (em malaio:  Perdana Menteri Malaysia) é o chefe de governo (executivo) eleito indiretamente da Malásia. Ele é oficialmente nomeado pelo Yang di-Pertuan Agong, o chefe de Estado, que, em juízo de Sua Majestade deverá merecer a confiança da maioria dos membros dessa Câmara dos Representantes (Dewan Rakyat), a câmara baixa eleita do Parlamento. Dirige o gabinete, cujos membros são nomeados pelo Yang di-Pertuan Agong no conselho do primeiro-ministro. O primeiro-ministro e seu gabinete será coletivamente responsável perante o Parlamento. O Departamento do Primeiro-Ministro (por vezes referido como o Gabinete do Primeiro-Ministro) é o órgão e o ministério em que o primeiro-ministro exerce suas funções e poderes.

## Lista de primeiros-ministros da Malásia
| №  | Nome (Nascimento-Morte)         | Retrato                | Mandato                 | Mandato                | Mandato | Partido | Coalizão | Título honorífico                                                        |
| №  | Nome (Nascimento-Morte)         | Retrato                | Tomou posse             | Deixou ocargo          | Dias    | Partido | Coalizão | Título honorífico                                                        |
| -- | ------------------------------- | ---------------------- | ----------------------- | ---------------------- | ------- | ------- | -------- | ------------------------------------------------------------------------ |
| 1  | Tunku Abdul Rahman (1903–1990)  |                        | 31 de agosto de 1957    | 27 de junho de 1959    | 4770    | UMNO    | AP       | Pai da Independência (Bapa Kemerdekaan) e Pai da Malásia (Bapa Malaysia) |
| 1  | Tunku Abdul Rahman (1903–1990)  | 19 de agosto de 1959   | 1 de março de 1964      |                        | 4770    | UMNO    | AP       | Pai da Independência (Bapa Kemerdekaan) e Pai da Malásia (Bapa Malaysia) |
| 1  | Tunku Abdul Rahman (1903–1990)  | 21 de março de 1964    | 20 de março de 1969     |                        | 4770    | UMNO    | AP       | Pai da Independência (Bapa Kemerdekaan) e Pai da Malásia (Bapa Malaysia) |
| 1  | Tunku Abdul Rahman (1903–1990)  | 10 de maio de 1969     | 22 de setembro de 1970  |                        | 4770    | UMNO    | AP       | Pai da Independência (Bapa Kemerdekaan) e Pai da Malásia (Bapa Malaysia) |
| 2  | Abdul Razak Hussein (1922–1976) |                        | 22 de setembro de 1970  | 31 de julho de 1974    | 1940    | UMNO    | AP       | Pai de Desenvolvimento (Bapa Pembangunan)                                |
| 2  | Abdul Razak Hussein (1922–1976) | 24 de agosto de 1974   | 14 de janeiro de 1976   | BN                     | 1940    | UMNO    |          | Pai de Desenvolvimento (Bapa Pembangunan)                                |
| 3  | Hussein Onn (1922–1990)         |                        | 14 de janeiro de 1976   | 12 de junho de 1978    | 2010    | UMNO    | BN       | Pai da Unidade (Bapa Perpaduan)                                          |
| 3  | Hussein Onn (1922–1990)         | 8 de julho de 1978     | 16 de julho de 1981     |                        | 2010    | UMNO    | BN       | Pai da Unidade (Bapa Perpaduan)                                          |
| 4  | Mahathir bin Mohamad (n. 1925)  |                        | 16 de julho de 1981     | 29 de março de 1982    | 8142    | UMNO    | BN       | Pai de Modernização (Bapa Pemodenan)                                     |
| 4  | Mahathir bin Mohamad (n. 1925)  | 22 de abril de 1982    | 19 de julho de 1986     |                        | 8142    | UMNO    | BN       | Pai de Modernização (Bapa Pemodenan)                                     |
| 4  | Mahathir bin Mohamad (n. 1925)  | 3 de agosto de 1986    | 4 de outubro de 1990    |                        | 8142    | UMNO    | BN       | Pai de Modernização (Bapa Pemodenan)                                     |
| 4  | Mahathir bin Mohamad (n. 1925)  | 21 de outubro de 1990  | 6 de abril de 1995      |                        | 8142    | UMNO    | BN       | Pai de Modernização (Bapa Pemodenan)                                     |
| 4  | Mahathir bin Mohamad (n. 1925)  | 25 de abril de 1995    | 10 de novembro de 1999  |                        | 8142    | UMNO    | BN       | Pai de Modernização (Bapa Pemodenan)                                     |
| 4  | Mahathir bin Mohamad (n. 1925)  | 29 de novembro de 1999 | 31 de outubro de 2003   |                        | 8142    | UMNO    | BN       | Pai de Modernização (Bapa Pemodenan)                                     |
| 5  | Abdullah Ahmad Badawi (n. 1939) |                        | 31 de outubro de 2003   | 2 de agosto de 2004    | 1981    | UMNO    | BN       | Pai de Desenvolvimento do Capital Humano (Bapa Pembangunan Modal Insan)  |
| 5  | Abdullah Ahmad Badawi (n. 1939) | 2 de agosto de 2004    | 13 de fevereiro de 2008 |                        | 1981    | UMNO    | BN       | Pai de Desenvolvimento do Capital Humano (Bapa Pembangunan Modal Insan)  |
| 5  | Abdullah Ahmad Badawi (n. 1939) | 8 de março de 2008     | 3 de abril de 2009      |                        | 1981    | UMNO    | BN       | Pai de Desenvolvimento do Capital Humano (Bapa Pembangunan Modal Insan)  |
| 6  | Najib Razak (n. 1953)           |                        | 3 de abril de 2009      | 3 de abril de 2013     | 5826    | UMNO    | BN       |                                                                          |
| 6  | Najib Razak (n. 1953)           | 6 de maio de 2013      | 10 de maio de 2018      |                        | 5826    | UMNO    | BN       |                                                                          |
| 7  | Mahathir bin Mohamad (n. 1925)  |                        | 10 de maio de 2018      | 1 de março de 2020     | 661     | PH      | PPBM     | Pai de Modernização (Bapa Pemodenan)                                     |
| 8  | Muhyiddin Yassin (n. 1947)      |                        | 1 de março de 2020      | 21 de agosto de 2021   | 1841    | PN      | PPBM     |                                                                          |
| 9  | Ismail Sabri Yaakob (n. 1960)   |                        | 21 de agosto de 2021    | 24 de novembro de 2022 | 1303    | BN      | UMNO     |                                                                          |
| 10 | Anwar Ibrahim (n. 1947)         |                        | 24 de novembro de 2022  | presente               | 843     | PKR     | PH       |                                                                          |